# Cordillera La Viuda
La Cordillera La Viuda Alegre es una cordillera en los Andes Centrales del Perú entre los departamentos de Lima y Junín. Mide unos 50 kilómetros de largo con una nieve escasa pocos picos cubiertos, situados principalmente en la provincia de Yauli

## Picos más elevados del Perú
| Montaña      | Elevación |
| ------------ | --------- |
| Rajuntay     | 5.475 m   |
| La Corte     | 5.362 m   |
| Puagjanca    | 5.350 m   |
| Mishipiñahui | 5.210 m   |
| Alcoy        | 5.350 m   |
| Callas       | 5.200 m   |
| Chonta       | 5.200 m   |